# Людвік Бальдвін-Рамулт
Людвік Ба́льдвін-Ра́мулт (пол. Ludwik Baldwin-Ramułt; 6 липня 1857, Тарнів — 22 травня 1929, Львів) — польський архітектор, військовий та громадський діяч, автор низки споруд у стилі історизму та сецесії у Львові та інших населених пунктах України та Польщі.

## Біографія
Народився в галицькому місті Тарнів (нині Підкарпатське воєводство) у родині землевласника Броніслава і Софії з Рупневських. 
Навчався в гімназії в Тарнові, а потім закінчив Академію артилерії. Служив поручником у 40 піхотному полку. Покинув службу і поступив на архітектурний відділ Львівської політехніки. Закінчив 1882 року із відзнакою. Отримав першу нагороду на конкурсі проєктів шкіл, після чого став асистентом професора Промислової школи у Львові. Працював у будівельному управлінні міської ради Львова. 1890 року отримав концесію на будівництво. Утворив будівельну спілку разом з Юліаном Цибульським. Спілка керувала спорудженням львівських будівель головної пошти та греко-католицької семінарії (проєкти Сильвестра Гавришкевича), палацу Потоцьких (архітектор Луї д'Овернь, проєкт модифікований спілкою). 
1910 року входив до складу журі конкурсу на проєкти прибуткових будинків у Львові на вулицях Коперника і Банківській. Кілька років був депутатом міської ради Львова. До Першої світової війни виконував обов'язки президента Кола літературно-артистичного у Львові. У 1881—1922 роках був членом Політехнічного товариства у Львові. У 1903—1904 роках обирався до правління товариства. Був одним із засновників створеного в рамках товариства в червні 1908 року «Кола архітекторів польських у Львові». Тоді ж був обраний заступником голови правління. 1912 року обраний головою Кола. Від 1891 року член Товариства наукової допомоги для Князівства цешинського. Входив до Державної ради з будівництва водних шляхів у Відні, був делегатом Краківського товариства взаємного страхування. 1912 року був у складі «ширшого» комітету архітектурної виставки у Кракові.
Обраний на посаду маршалка Ліського повіту, де пропрацював близько 14 років. Протягом цього часу споруджував у повіті громадські споруди та елементи інфраструктури за власними проєктами. 1902 року отримав звання почесного громадянина міста Устрики Долішні. Під час війни організував та очолив комітет вихідців із Польщі у місті Грац. Брав участь в українсько-польській війні як офіцер штабу. Виконував обов'язки заступника коменданта Львова. Нагороджений відзнаками «Орлята» та «Хрестом оборони Львова з мечами». 1922 року призначений головою Вищої державної контрольної палати. Незабаром по цьому став президентом міжвідомчої комісії з дослідження державного лісового господарства.
Помер у Львові. Похований на Личаківському цвинтарі (поле 14). Перша дружина — Людвіка з дому Стшелецька. Від першого шлюбу народились син Броніслав і донька Софія. Овдовів, після чого одружився вдруге на Марії з родини Гейдлів. Діти — сини Фелікс (інженер), Людвік (директор Музичного товариства в Любліні), донька — Марія, в шлюбі Смоленська.

## Реалізовані проєкти
- Неоготично-неороманський костел святої Катерини в селі Мильчиці Городоцького району (1886—1887, спільно з Юліаном Цибульським). Тепер церква святого Дмитрія[9].
- Корпус Сільськогосподарської академії Дублянах під Львовом (1888, співавтор Адольф Мінасевич).
- Тютюнова фабрика у Винниках (1890-ті).
- Дві вілли на нинішній вулиці Вербицького у Львові. Під № 4 — власна вілла архітектора із фасадами з елементами німецького народного стилю (1890), № 6 — особняк письменника Я. К. Зелінського у стилі французького неоренесансу (1891)[10].
- Реконструкція будинку бібліотеки Оссолінських на вулиці Стефаника, 2 у Львові. Здійснена спільно з Лукашем Бодашевським. Було, зокрема, виконано нові обрамування вікон і декорацію інтер'єрів книгосховища. 1891—1892 роки[11].
- Павільйон Рацлавіцької панорами на Галицькій краєвій виставці (1894)[12].
- Лікарняний комплекс у Львові для невиліковно хворих на нинішній вулиці Смаль-Стоцького фундації Антона і Валерії Білінських. Збудований у 1891—1897 роках у співавторстві із Ігнатієм Брунеком, Іваном Левинським, Юзефом Каетаном Яновським[13].
- Житлові будинки у Львові на вулиці Бандери, 9 (1889) і 91—93 (1897).
- Будинок школи сліпих на вулиці Франка, 119 у Львові (1899, співавтор Ю. К. Яновський).
- Розбудова фабрики Кароля Пітча на нинішній вулиці Жовківській, 11 у Львові (1900, нині радіоремонтний завод)[14]
- Сецесійні прибуткові будинки Стефана Мичковського на нинішній вулиці Франка, 124—132 у Львові, збудовані 1907 року. Скульптурне оздоблення ймовірно Ю. Шебеста[15].
- Житловий будинок на проспекті Шевченка, 23 у Львові (1909).
- Проєкт гробівця на Стрийському цвинтарі у Львові для поховання австрійських солдатів, загиблих під час Першої світової війни (1916)[16].

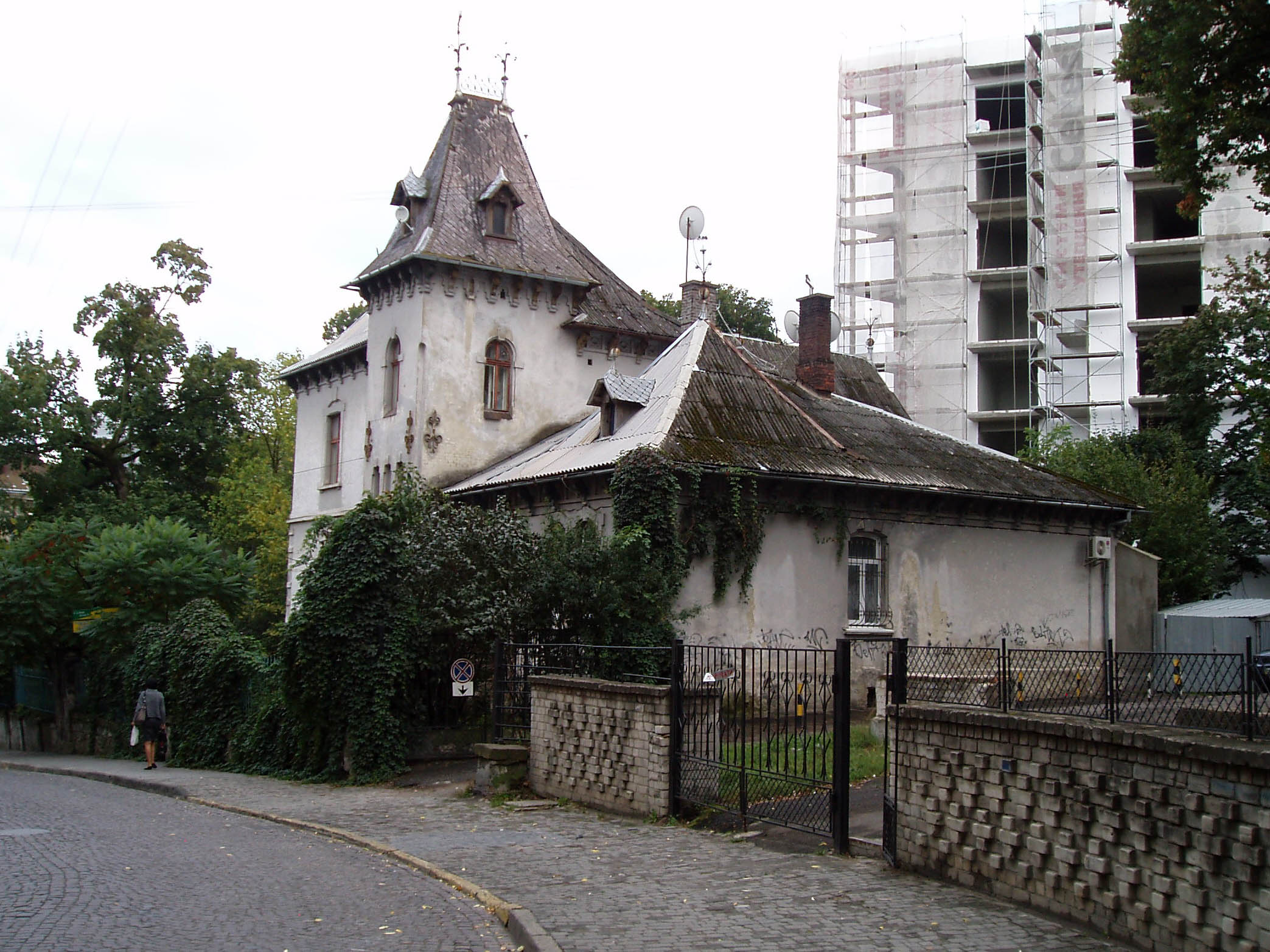
Власна вілла архітектора на вулиці Вербицького, 4
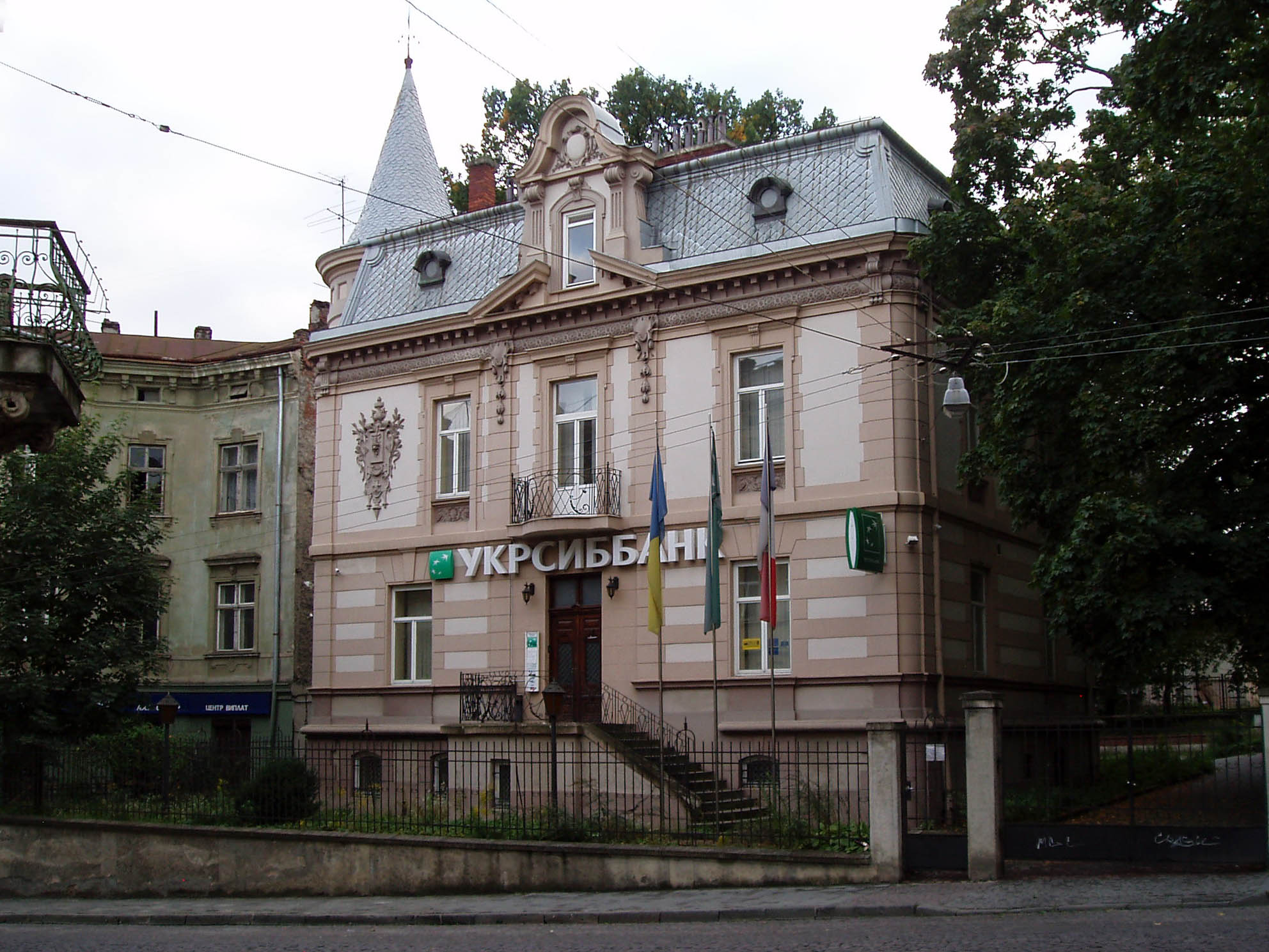
Дім на вулиці Вербицького, 6
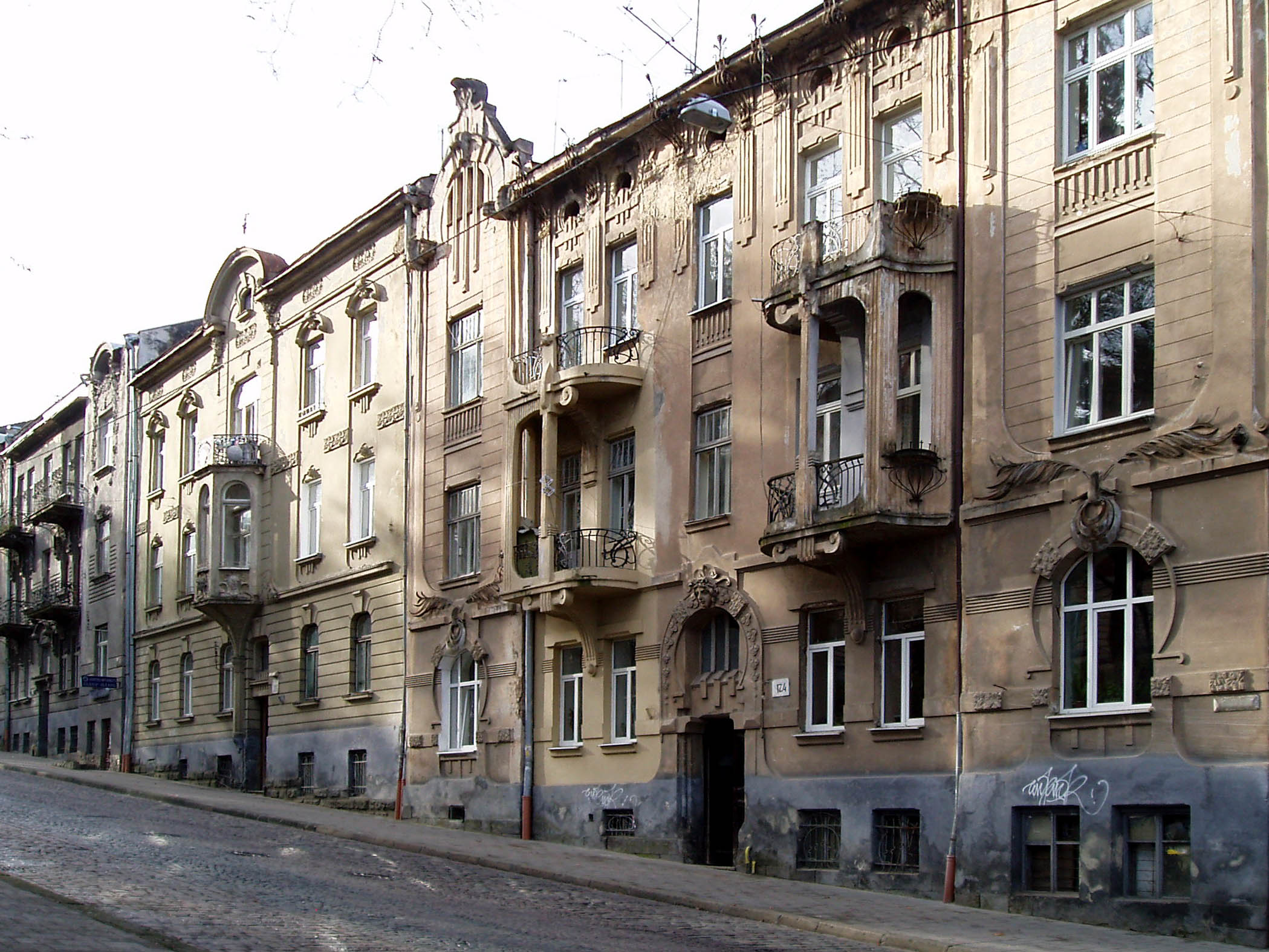
Ансамбль сецесійних будинків на вулиці Франка
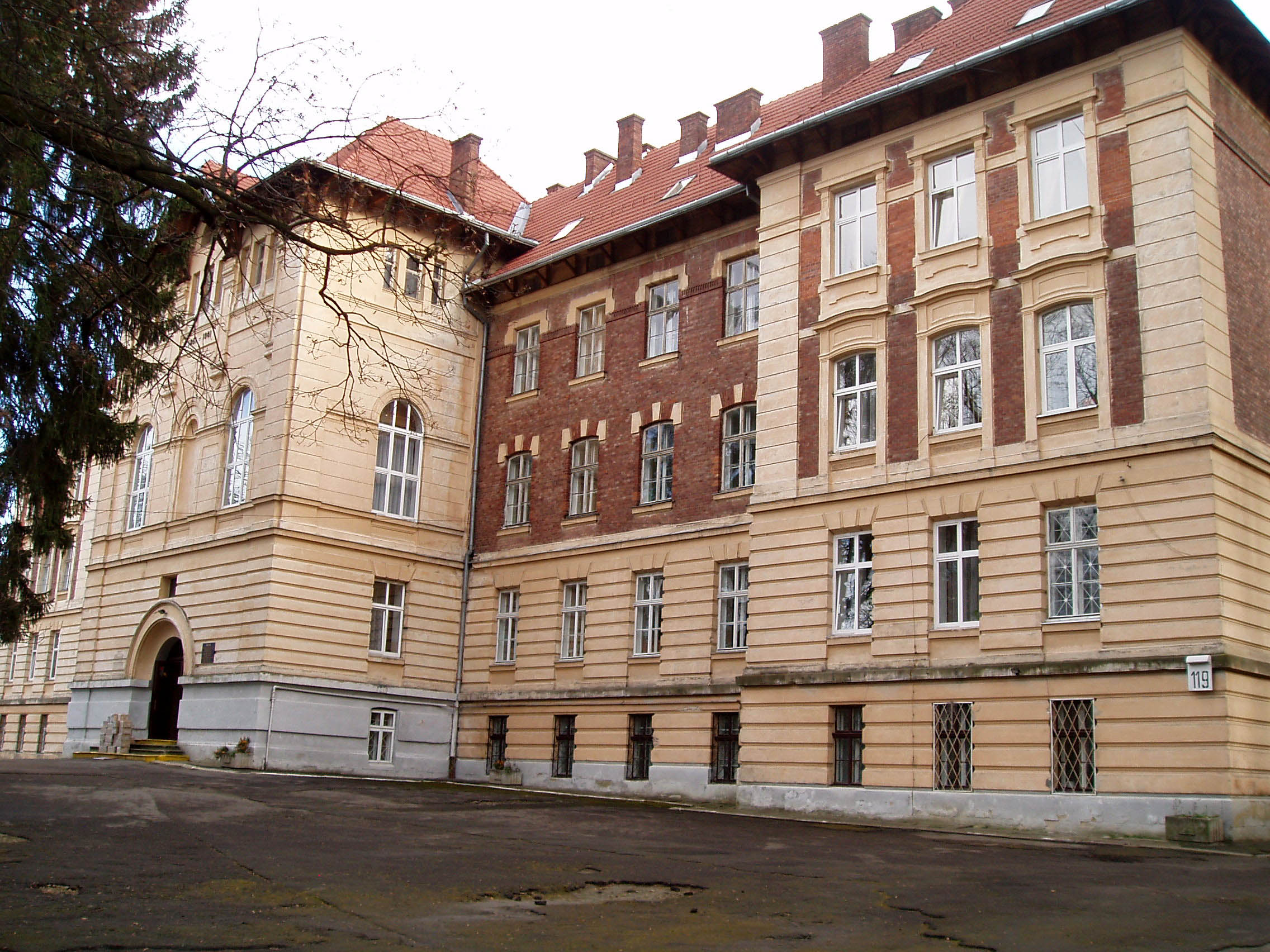
Школа сліпих на вулиці Франка